# تغزوت اوركا (تغازوت)
تغزوت اوركا هي إحدى مشيخات المملكة المغربية، تتبع جغرافيا لعمالة أكادير إدا وتنان وإداريًا لتغازوت. يقدر عدد سكانها بـ 408 نسمة حسب الإحصاء الرسمي للسكان والسكنى لسنة 2004.